# New Port Richey East
New Port Richey East statisztikai település az USA Florida államában, Pasco megyében. Lakosainak száma 11 015 fő (2020. április 1.).

## Népesség
A település népességének változása:
| Lakosok száma | 9916 | 10 036 | 11 015 |
|               | 2000 | 2010   | 2020   |